# Estela García
Estela de Covadonga García Villalta (Villanueva y Geltrú, 20 de marzo de 1989) es una velocista española especializada en carreras de 100 y 200 metros.

## Carrera
En 2008 compitió en el Campeonato Mundial Júnior de Atletismo de Bydgoszcz (Polonia), donde participó en las modalidades de 100 y 200 metros y en los relevos 4 x 100 metros. Para el año siguiente, en los Juegos Mediterráneos de Pescara quedó octava en la prueba de 200 metros, con una marca de 24,29 segundos. Posteriormente, en el Campeonato Europeo de Atletismo Sub-23 de Kaunas (Lituania) no superó una decimoquinta plaza en los 200 metros, si bien quedó en mejor posición en la fase de relevos, al acabar novena con un tiempo total de 45,18 segundos.
En 2010 consiguió su primera medalla de bronce en los relevos de 4 x 100 metros en el XIV Campeonato Iberoamericano de Atletismo, celebrado en la ciudad española de San Fernando (provincia de Cádiz), con un tiempo de 44,38 segundos. Semanas después, en el Campeonato Europeo de Atletismo de Barcelona si bien mejoró el tiempo en dicha categoría (43,45 segundos) quedó relegada a una sexta plaza junto a sus compañeras.
En 2011 participó en el Campeonato Europeo de Atletismo Sub-23 que se celebró en Ostrava (República Checa), donde quedó en vigésimo puesto en los 100 metros, y no superó la semifinal en los 200 metros. En septiembre de ese año, Estela García no pudo participar en el Campeonato Mundial de Atletismo que tenía que celebrarse en la ciudad surcoreana de Daegu después de dar positivo en un control antidopaje que se le efectuó durante los Campeonatos de España en agosto, lo que conllevó que fuera retirada del equipo nacional con el que iba a competir en la carrera de relevos 4 x 100 metros.  Posteriormente, la deportista afirmó, que tras las pruebas de Ostrava, se encontraba con un problema de retención de líquidos, lo que motivó que comprara sin receta médica un diurético en una farmacia, que fue lo que llevó a dar dicho positivo. Fue apartada de las competiciones lo que restaba de 2011 y todo 2012, volviendo a competir dos años después de la sanción, en 2013.
De nuevo en el circuito profesional tras la sanción, en 2013 regresó con fuerza a las pistas, lo que se vio reflejado en la consecución de la medalla de plata en los 100 metros en los Juegos Mediterráneos de Mersin (Turquía), con 11,53 segundos, y obteniendo además una notable cuarta plaza en los 200 metros, con 23,65 segundos. Para 2014, en el Campeonato Europeo de Atletismo no llegó a dejar buenos registros en la competición, con un vigésimo noveno puesto en los 100 metros (11,72 s.) y un decimocuarto lugar en los relevos (44,68 s.).
En 2016 participó en sus tres especialidades en el Campeonato Europeo de Atletismo de Ámsterdam, consiguiendo un decimoquinto puesto en los 100 m; un decimoséptimo lugar (cayendo en semifinal) en los 200; y un décimo lugar en los relevos de 4 x 100 metros. Semanas después viajó hasta Brasil con la representación española para participar en los Juegos Olímpicos de Río de Janeiro, donde fue quincuagésimo segunda en los 200 metros femeninos, con 23,43 segundos.
En 2018 volvía a subir a los podios en los Juegos Mediterráneos, que regresaban a España recalando en la ciudad de Tarragona. García obtuvo la medalla de bronce en los 200 metros, y la plata junto a su combinado de equipo en los relevos. Más tarde, en la cita de Berlín, donde tenía lugar el Campeonato Europeo de Atletismo, caía en la semifinal en los 200 metros y repetía una posición holgada al quedar octava en los relevos.
Para 2019 viajaba hasta Escocia para correr en el Campeonato Europeo de Atletismo en Pista Cubierta en la modalidad de 60 metros, donde consiguió un tiempo de 7,46 segundos que le valió el puesto vigésimo cuarto. Poco después, en Minsk (Bielorrusia), en los Juegos Europeos corría los 100 metros, obteniendo un registro de 11,89 segundos, siendo la vigésimo séptima en la fase final.
En el plano personal, Estela García estudió un Grado Superior de Higiene Bucodental.

## Resultados

### Por temporada
| Representando a España | Representando a España                            | Representando a España | Representando a España | Representando a España | Representando a España |
| ---------------------- | ------------------------------------------------- | ---------------------- | ---------------------- | ---------------------- | ---------------------- |
| Año                    | Competición                                       | Lugar                  | Puesto                 | Modalidad              | Marca                  |
| 2005                   | Festival Olímpico de la Juventud Europea          | Lignano Sabbiadoro     | 17.ª (q)               | 200 m                  | 25,62 s.               |
| 2005                   | Festival Olímpico de la Juventud Europea          | Lignano Sabbiadoro     | 8.ª                    | Relevos 4 x 100 m      | 48,30 s.               |
| 2008                   | Campeonato Mundial Júnior de Atletismo            | Bydgoszcz              | 32ª (q)                | 100 m                  | 12,03 s.               |
| 2008                   | Campeonato Mundial Júnior de Atletismo            | Bydgoszcz              | 36ª (q)                | 200 m                  | 24,67 s.               |
| 2008                   | Campeonato Mundial Júnior de Atletismo            | Bydgoszcz              | 16.ª (q)               | Relevos 4 x 100 m      | 45,88 s.               |
| 2009                   | Juegos Mediterráneos                              | Pescara                | 8.ª                    | 200 m                  | 24,29 s.               |
| 2009                   | Campeonato Europeo de Atletismo Sub-23            | Kaunas                 | 15.ª (q)               | 200 m                  | 24,08 s.               |
| 2009                   | Campeonato Europeo de Atletismo Sub-23            | Kaunas                 | 9.ª                    | Relevos 4 x 100 m      | 45,18 s.               |
| 2010                   | Campeonato Iberoamericano de Atletismo            | San Fernando           | 9.ª                    | 200 m                  | 24,51 s.               |
| 2010                   | Campeonato Iberoamericano de Atletismo            | San Fernando           | 3.ª                    | Relevos 4 x 100 m      | 44,38 s.               |
| 2010                   | Campeonato Europeo de Atletismo                   | Barcelona              | 6.ª                    | Relevos 4 x 100 m      | 43,45 s.               |
| 2011                   | Campeonato Europeo de Atletismo Sub-23            | Ostrava                | 20.ª (q)               | 100 m                  | 12,03 s.               |
| 2011                   | Campeonato Europeo de Atletismo Sub-23            | Ostrava                | 10.ª (SF)              | 200 m                  | 23,87 s.               |
| 2013                   | Juegos Mediterráneos                              | Mersin                 | 2.ª                    | 100 m                  | 11,53 s.               |
| 2013                   | Juegos Mediterráneos                              | Mersin                 | 4.ª                    | 200 m                  | 23,65 s.               |
| 2014                   | Campeonato Europeo de Atletismo                   | Zúrich                 | 29ª (q)                | 100 m                  | 11,72 s.               |
| 2014                   | Campeonato Europeo de Atletismo                   | Zúrich                 | 14.ª (q)               | Relevos 4 x 100 m      | 44,68 s.               |
| 2016                   | Campeonato Europeo de Atletismo                   | Ámsterdam              | 15.ª (q)               | 100 m                  | 11,64 s.               |
| 2016                   | Campeonato Europeo de Atletismo                   | Ámsterdam              | 17.ª (SF)              | 200 m                  | 23,53 s.               |
| 2016                   | Campeonato Europeo de Atletismo                   | Ámsterdam              | 10.ª                   | Relevo 4 x 100 m       | 44,14 s.               |
| 2016                   | Juegos Olímpicos                                  | Río de Janeiro         | 52.ª (q)               | 200 m                  | 23,43 s.               |
| 2017                   | Campeonato Mundial de Atletismo                   | Londres                | 38.ª (q)               | 200 m                  | 23,78 s.               |
| 2018                   | Juegos Mediterráneos                              | Tarragona              | 3.ª                    | 200 m                  | 23,11 s.               |
| 2018                   | Juegos Mediterráneos                              | Tarragona              | 2.ª                    | Relevos 4 x 100 m      | 43,31 s.               |
| 2018                   | Campeonato Europeo de Atletismo                   | Berlín                 | 19.ª (SF)              | 200 m                  | 23,46 s.               |
| 2018                   | Campeonato Europeo de Atletismo                   | Berlín                 | 8.ª                    | Relevos 4 x 100 m      | 43,54 s.               |
| 2019                   | Campeonato Europeo de Atletismo en Pista Cubierta | Edimburgo              | 24.ª (SF)              | 60 m                   | 7,46 s.                |
| 2019                   | Juegos Europeos                                   | Minsk                  | 27.ª                   | 100 m                  | 11,89 s.               |

### Mejores marcas
| Disciplina                       | Marca    | Lugar     | Fecha                |
| -------------------------------- | -------- | --------- | -------------------- |
| 60 metros lisos (pista cubierta) | 7,21 s.  | Madrid    | 8 de febrero de 2011 |
| 100 metros lisos (exterior)      | 11,30 s. | Madrid    | 21 de julio de 2018  |
| 200 metros lisos (exterior)      | 23,11 s. | Tarragona | 29 de junio de 2018  |
| 400 metros lisos (exterior)      | 51,49 s. | Barcelona | 1 de junio de 2011   |
| 4 x 100 metros relevos           | 43,11 s. | Tarragona | 30 de junio de 2018  |